# Kloster Alpirsbach

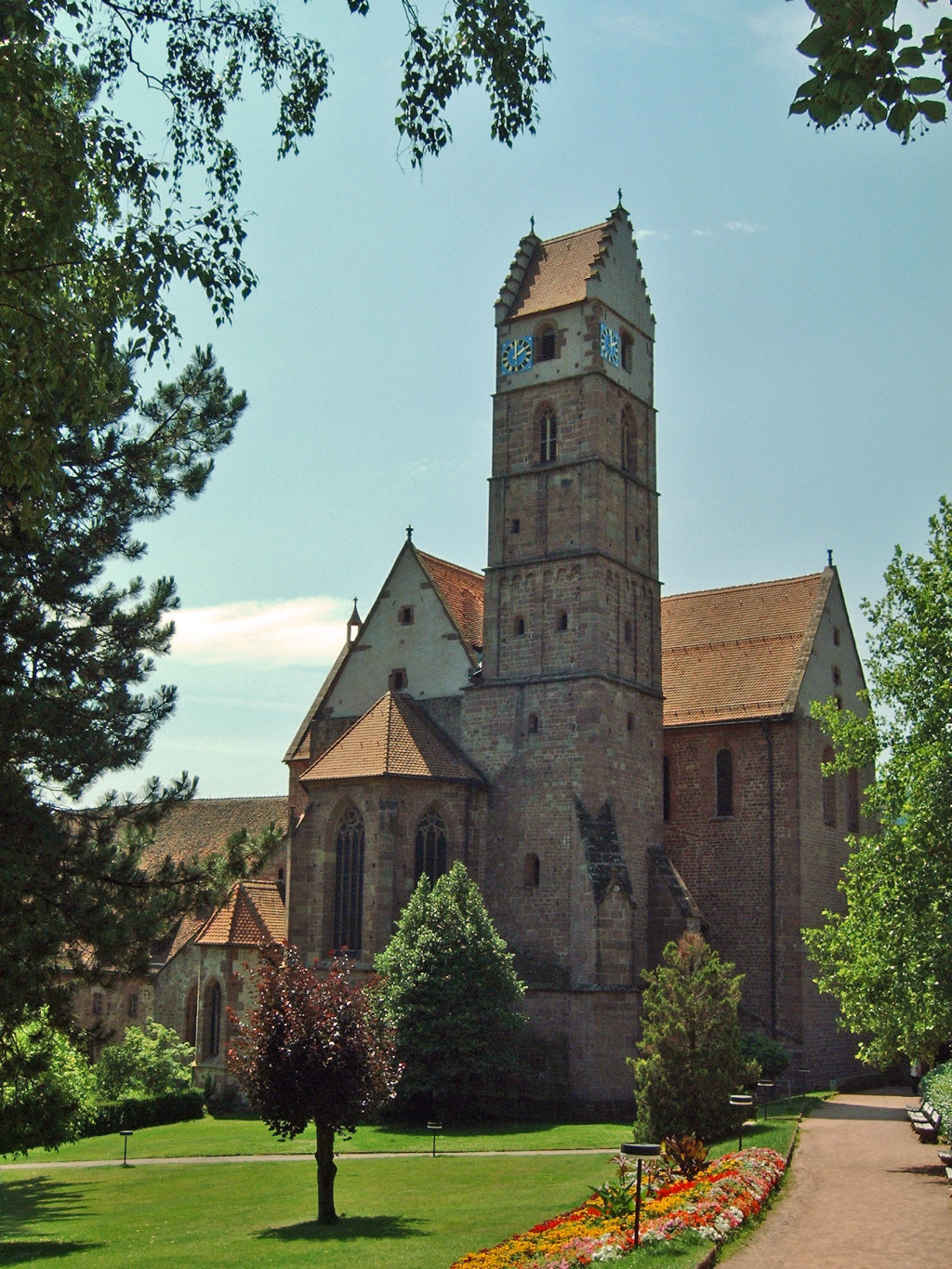
Klosterkirche in Alpirsbach

Das Kloster Alpirsbach ist eine ehemalige Benediktinerabtei in Alpirsbach, die in der Zeit der Romanik erbaut wurde; der Kreuzgang ist im Stil der Gotik ausgeführt. Das Kloster wurde am 16. Januar 1095 vom Konstanzer Bischof Gebhard III. geweiht.

## Geschichte

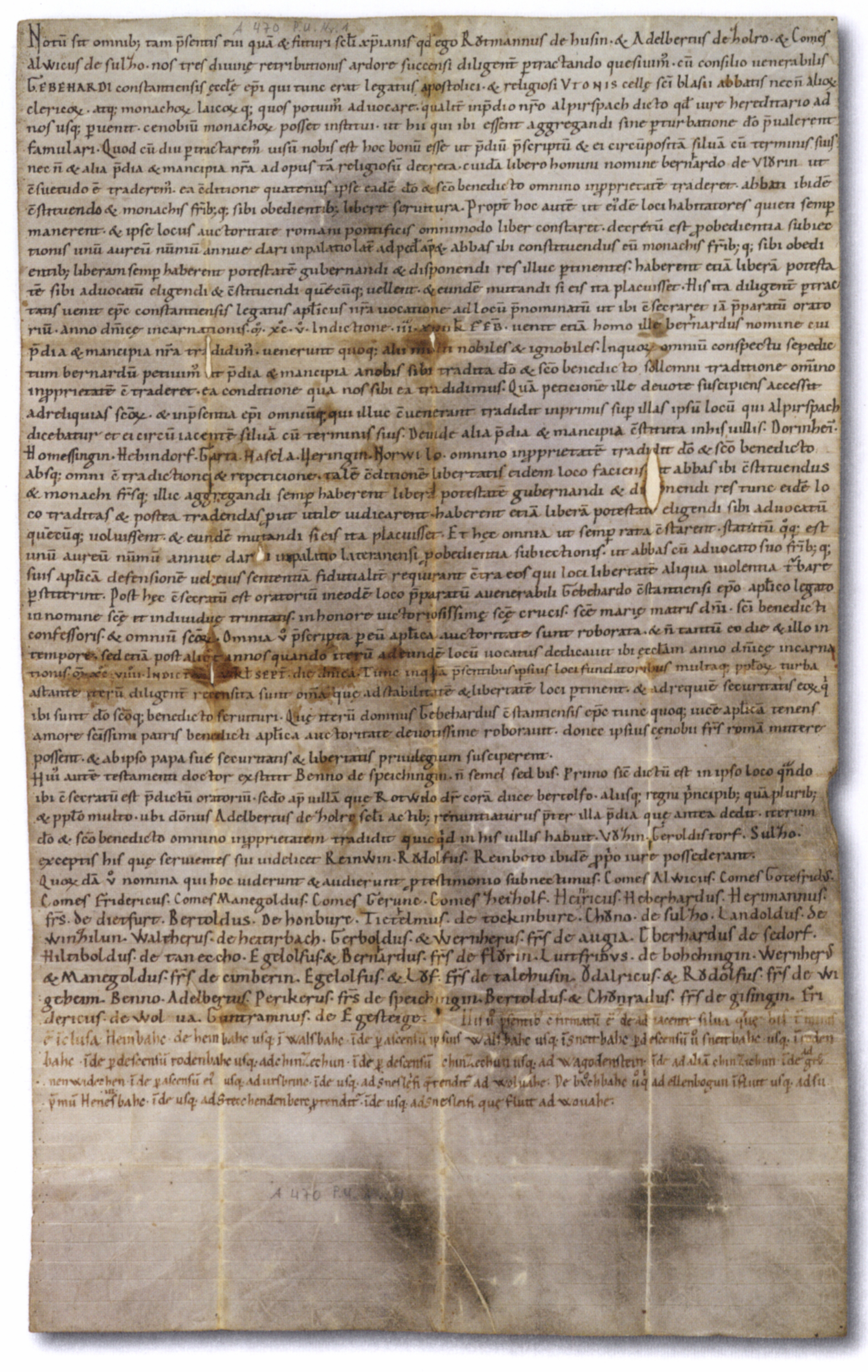
Gründungsbericht, um 1099

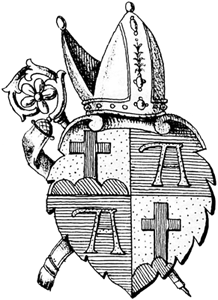
Wappen des Klosters

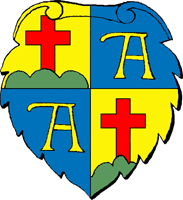
Kolorierter Schild des Wappens

### Gründung
Eng mit der gregorianischen Kirchenreform verbunden, besiedelten 1095 erstmals Mönche aus St. Blasien den Schwarzwaldort. Keimzelle des Klosters war ein ehemaliges Predium, ein Landgut, das vermutlich im Laufe der Rodungskolonisation des Hochmittelalters entstanden war. Das Landgut reichte von Ehlenbogen im Norden bis Schenkenzell im Süden und vom Wolfbachtal im Osten bis zum Heimbachtal im Westen. Stifter waren die Grafen Alwik von Sulz, Adalbert von Zollern und der Edelfreie Ruodman von Hausen aus Neckarhausen, die Weihe erfolgte durch den Konstanzer Bischof Gebhard am 16. Januar 1095. Der Konstanzer Bischof und der St. Blasier Abt Uto I. gewährten dem Kloster die freie Abts- und Vogtswahl sowie ein unumschränktes Besitz- und Verwaltungsrecht. Erster Abt des neuen Klosters war Kuno, der aus St. Blasien kam, erster Vogt war Friedrich I. von Zollern. Bereits 1099 weihte der Konstanzer Bischof das erste steinerne Oratorium ein. 1101 wurde die Klosteranlage von Papst Paschalis II. unter päpstlichen Schutz gestellt, der Kaiser Heinrich V. bestätigte diese Rechte im Jahr 1123. Im Jahr 1128 weihte Bischof Ulrich II. von Konstanz die große Klosterkirche. Schon in der ersten Zeit des neuen Klosters wuchs der Einfluss des Klosters Hirsau, sodass der zweite und dritte Abt aus diesem Kloster stammten.

### Entwicklung des Klosters
In der Folgezeit stammten die meisten Äbte aus dem niederen Adel der Klosterumgebung. Das Vermögen wurde in Einzelpfründe aufgeteilt, die adelige Lebensweise und Mentalität gewann im Kloster immer mehr die Oberhand. Eine gewisse Blüte erlangte das Kloster im 14. Jahrhundert unter den Äbten Walter von Schenkenberg  (1303–1336) und Brun von Schenkenberg (1337–1377), die im Kloster beigesetzt wurden und deren Epitaphien bis heute vor Ort erhalten sind. Es gab einige Neubauten, die Einnahmen des Klosters blieben dennoch rückläufig.
1293 wurde ein rector puerorum und damit wohl eine Klosterschule erwähnt, 1341 wurde der Franziskanerkonvent in Kniebis Alpirsbacher Priorat.
Das erbliche Vogteirecht, ursprünglich bei den Herren von Zollern, kam über die Herzöge von Teck und die Herzöge von Urslingen schließlich an die Grafen von Württemberg. Diese drängten auf das Wiedererstarken des Klosters und regelgerechtes Leben der Mönche.
Das 15. Jahrhundert sah sich die Mönchsgemeinschaft im Disput zwischen den damaligen benediktinischen Reformbewegungen und den Reformgegnern, der schließlich dazu führte, dass sich unter Abt Conrad Schenk von Schenkenberg (Mönch von 1414–1446, Abt 1451) der Konvent bis 1455 auflöste. Ca. 20 Jahre später wurde Georg Schwarz Abt des Klosters. Unter ihm und unter dem Einfluss von Mönchen aus Wiblingen, die der Melker Observanz angehörten, trat die Abtei Alpirsbach 1471 der Melker Reform bei, wenn auch gegen den Widerstand der alteingesessenen Mönche.
Abt Hieronymus Hulzing (1479–1495) führte – gleichsam als zweiter Gründer (secundus fundator) – die Benediktinerabtei der Bursfelder Kongregation zu (1482). Die Reformbestrebungen führten zu neuer wirtschaftlicher Blüte des Klosters, das in großem Stil Baumaßnahmen durchführte. Das Klausurgebäude wurde fast völlig umgestaltet und schließlich Ende des 15. Jahrhunderts die Klosterkirche neu ausgestattet.

### Reformation
Das 16. Jahrhundert brachte Wirren, die Bauernaufstände und schließlich die Einführung der Reformation im Kloster. In der Amtszeit des Abtes Alexius Karrenfurer verließ 1522 dessen Prior, der spätere württembergische Reformator Ambrosius Blarer, die Abtei. Nach der Rückeroberung seines Herzogtums besetzte Herzog Ulrich von Württemberg das Kloster und reformierte es 1534. Der Abt Ulrich Hamma konnte ihm keinen Widerstand entgegensetzen und trat ab. 1535 hob der Herzog das Kloster Alpirsbach auf.
Während der Phase des Augsburger Interims von 1548 bis 1555 mussten die Kirchengüter noch einmal an die Benediktinermönche unter Abt Jakob Hochreutiner zurückgegeben werden, die den Turm um ein Glockengeschoss mit Staffelgiebel erhöhten. Der Augsburger Religionsfrieden führte aber bereits 1555 dazu, dass das Kloster wieder den Evangelischen zufiel. Herzog Christoph richtete 1556 in Alpirsbach wie in den übrigen dreizehn Männerklöstern des Landes eine Klosterschule ein. Diese wurde jedoch bereits 1595 schon wieder aufgehoben und mit der Schule in Adelberg zusammengeführt.
Im Laufe des Dreißigjährigen Krieges kehrten infolge des Restitutionsediktes von 1629 bis 1631 und von 1634 bis 1648 noch einmal Mönche aus der Reichsabtei Ochsenhausen in das Kloster zurück. Im Westfälischen Frieden 1648 gelangte Alpirsbach dann endgültig an das Herzogtum Württemberg und wurde wie bereits zuvor als selbständiges Klosteramt verwaltet. 1649 wurde die Leutkirche abgerissen. Der Prälat war der standesrechtliche Nachfolger des katholischen Abtes mit Sitz im Landtag, er wurde durch einen Klosterverwalter unterstützt. In den Jahren 1807–1811 ging das bis zu diesem Zeitpunkt getrennt verwaltete Kirchengut in das Vermögen des Königtums Württemberg über, das Klosteramt wurde dem Oberamt Oberndorf einverleibt. Alpirsbach verlor damit seine Funktion als Gerichts- und Verwaltungssitz.

### Besitz des Klosters
Das Gründungsgut des Klosters lag relativ geschlossen um Alpirsbach, in der Folgezeit kam wenig hinzu, Streubesitz ist um Haigerloch, Oberndorf, Rottweil, Sulz und Nordweil erkennbar. Im Jahre 1355 wurden die beiden Dörfer Gosheim und Wehingen vom Kloster Reichenau erworben. Der Landbesitz war grundherrschaftlich organisiert, im späten Mittelalter war das Klostervermögen in Pfründen unterteilt, die Abtei in der zweiten Hälfte des 15. Jahrhunderts stark verschuldet. Die Konsolidierung am Ende des Mittelalters betraf auch die wirtschaftlichen Verhältnisse.

### Vogtei
Einer hoch-, nieder- und grundherrschaftlichen Gerichtsbarkeit des Klosters entsprach das Rechtsinstitut der Vogtei. Erbliche Klostervögte waren die Grafen von Zollern, wohl ab der Mitte des 13. Jahrhunderts die Herzöge von Teck, wahrscheinlich ab Ende des 14. Jahrhunderts die Grafen von Württemberg. Letztere förderten die Reformbestrebungen des Klosters im 15. Jahrhundert, u. a. mit dem Ziel einer landständischen Mönchsgemeinschaft. Landesherrschaft und Reformation bedingten das Ende der katholischen Abtei (1535).

## Baugeschichte

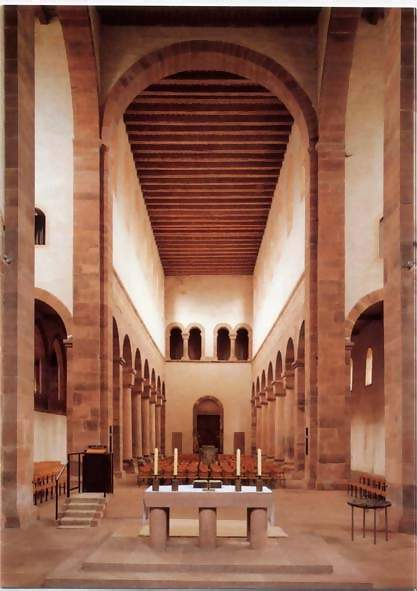
Innenansicht in Richtung Westen

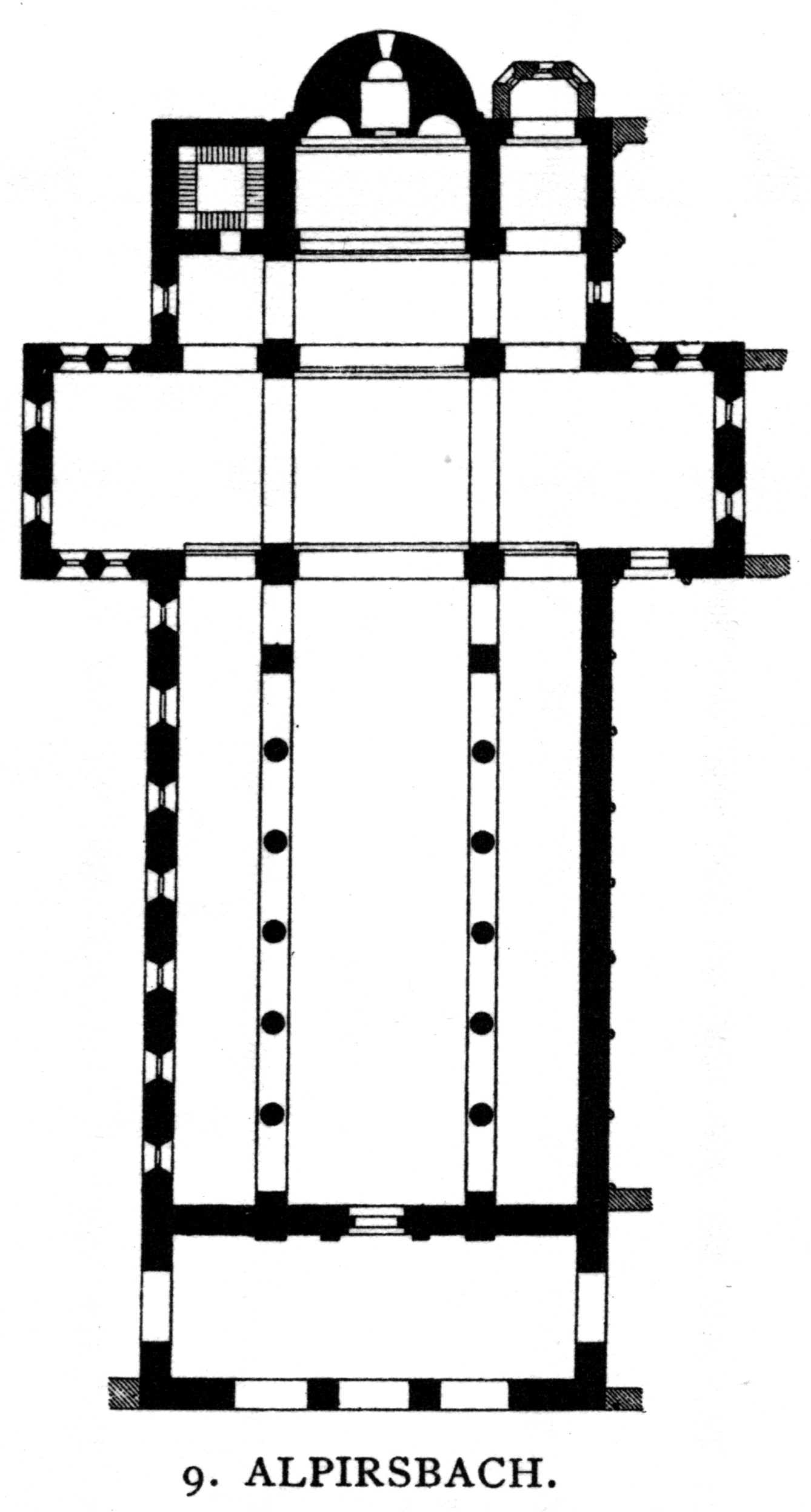
Grundriss der Klosterkirche

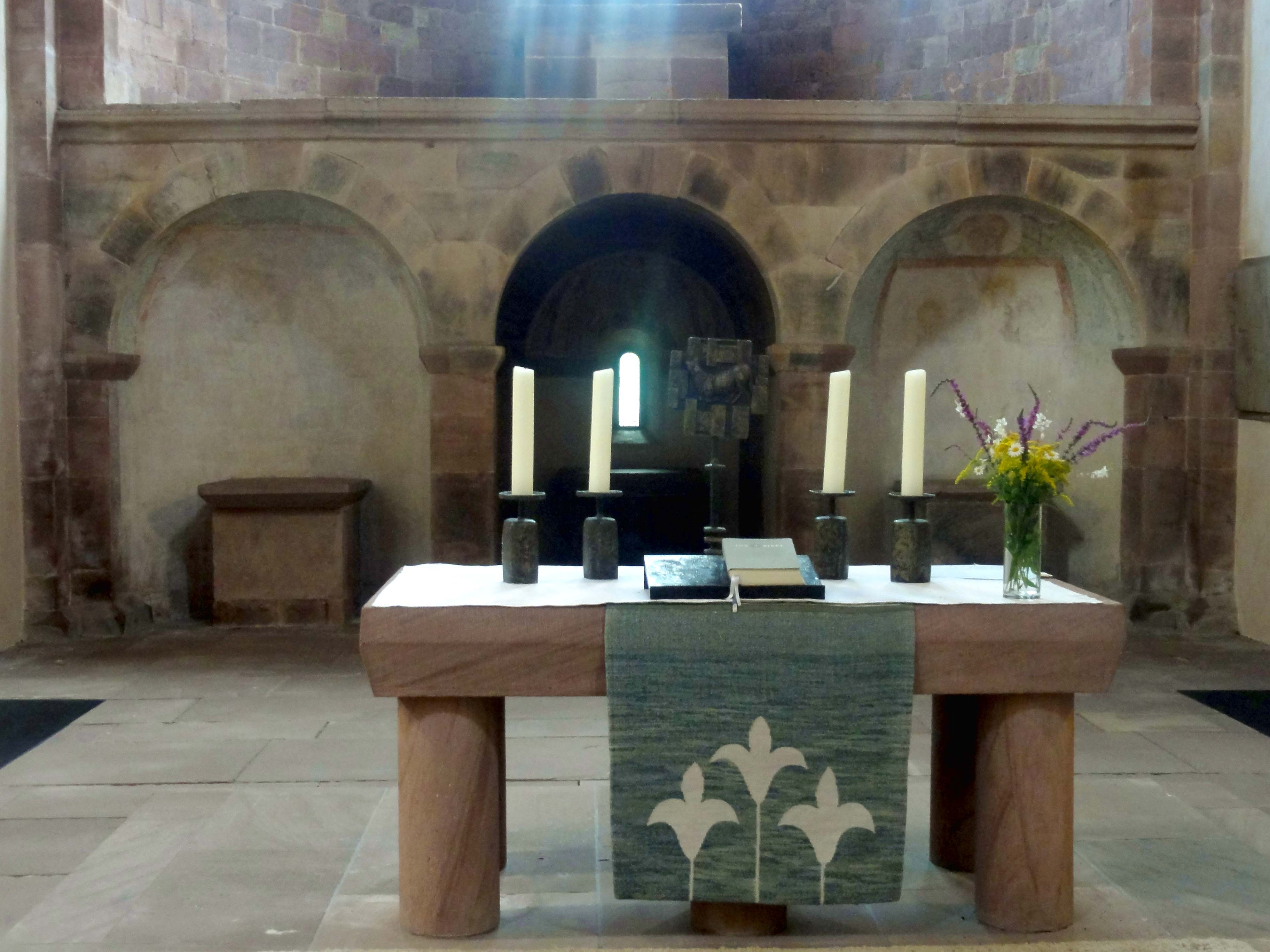
Chorraum mit drei Absidiolen

### Klosterkirche
Einem kleinen Kloster als Gründungsanlage mit hölzernem Oratorium (1095) folgte bald eine kleine Steinkirche (1099), schließlich die Fertigstellung des Münsterbaus in Form einer flachgedeckten dreischiffigen Basilika mit Querhaus, Chor und Nebenchören, die um 1130 dem heiligen Nikolaus geweiht wurde.
Erwähnenswerte Elemente des Klosters sind das Tympanon über dem Westportal (mit Fertigstellung der Kirche um 1130). Eine Besonderheit bilden auch die 4 Meter hohen Monolithsäulen im Langhaus: Die Säulenkapitelle der östlichen Säulen weisen Köpfe mit Schlingbändern bzw. drachenähnlichen Wesen auf, die vermutlich den Konflikt zwischen Himmel und Hölle symbolisieren. Die wuchtigen romanischen Kirchenbänke im Seitenschiff, eine  Drechslerarbeit aus der Mitte des 14. Jahrhunderts, und Grabplatten und Epitaphe, u. a. der Alpirsbacher Äbte, sind weitere herausragende Leistungen. Von der mittelalterlichen Fensterverglasung haben sich einige wenige Scheiben im Landesmuseum Württemberg in Stuttgart erhalten. Sie wurden um 1200 in einer Straßburger Werkstatt hergestellt und zeigen neben vegetabilen Ornamenten auch die Darstellung Samsons mit den Toren von Gaza. Die Wandmalereien in den Chorapsiden und der Sakristei entstammen dem 12. bis 15. Jahrhundert.
Der Grundriss des Klosters lehnt sich an das benediktinische Klosterbauschema an und weist die Merkmale der cluniazensischen Reformklöster auf, die in Deutschland über Kloster St. Blasien und Kloster Hirsau vermittelt wurden.

#### Cluniazensische Reform
Charakteristisch für alle Bauten der cluniazensischen Reform: archaisierende Haltung, klare Überschaubarkeit der Grundrisse, Flächenhaftigkeit außen und innen, Aufgabe des Westchores und der Krypten, des Gewölbebaues und die Beschränkung des plastischen Schmuckes. Vorbild dafür war die im Jahr 981 geweihte zweite Säulenbasilika in Cluny (Cluny II). Durch Änderung der Liturgie hatte die Heiligenverehrung stark zugenommen – jeder Priester musste täglich eine Messe lesen – und dadurch musste der Teil der Kirche, der der Priesterschaft vorbehalten war, ausgedehnt werden. Der Grundgedanke von Cluny scheint in den Reformkirchen überall durch. In der Gestaltung der Mönchskirche fand die hierarchische Ordnung des Konvents sichtbaren Ausdruck. Sie zerfiel in drei in ihrer gottesdienstlichen Bedeutung abgestufte Teile:
1. Das Altarhaus, von den Cluniazensern Presbyterium genannt, war ausschließlich dem Dienst am Altar vorbehalten. In ihm standen außer dem Hochaltar weitere Altäre in den drei Nischen des massiven Unterbaues der Hauptapside, darüber ein weiterer, eine Sonderform in Alpirsbach. Die Häufung der Altäre in der Hauptapside erklärt sich aus der Ordnung der Cluniazenser, in der festgelegt ist, dass bestimmte Messen, z. B. Totenmessen, nicht am Hochaltar gefeiert werden durften.
2. In der Vierung des Querhauses, dem Chorus maior, war der Platz der Priester, die am Chorgesang teilnahmen.
3. Es folgte der Chorus minor, bereits im Ostjoch des Schiffes und dort durch eine Pfeilerstellung (im Gegensatz zu den übrigen Säulen) gekennzeichnet und durch eine Schranke von der Laienkirche getrennt, in dem diejenigen Mönche saßen, die wegen Alters, Gebrechlichkeit oder Krankheit am Gottesdienst nicht mitwirken konnten. Die Querhaus-Flügel wurden den Laienbrüdern zugeteilt.

Die Osttürme lagen östlich vom Querhaus, das Sanktuarium flankierend (schwäbische Tradition), was einer Abstimmung von Liturgie und Geläute diente. Die Mittelapsis außen halbrund geschlossen; über deren drei Altarnischen eine Art Tribüne für einen vierten Altar. Im Westen ist der Kirche eine flachgedeckte Halle vorgelagert.
Die ungewöhnliche Höhe des Kirchenraumes entspricht der zu Beginn des 12. Jhs. einsetzenden Steigerung der Proportionen in der Vorphase der Gotik. Überschwere Würfelkapitelle weisen auf die schwäbische Vorliebe für derbe Formen hin.

### Klausur

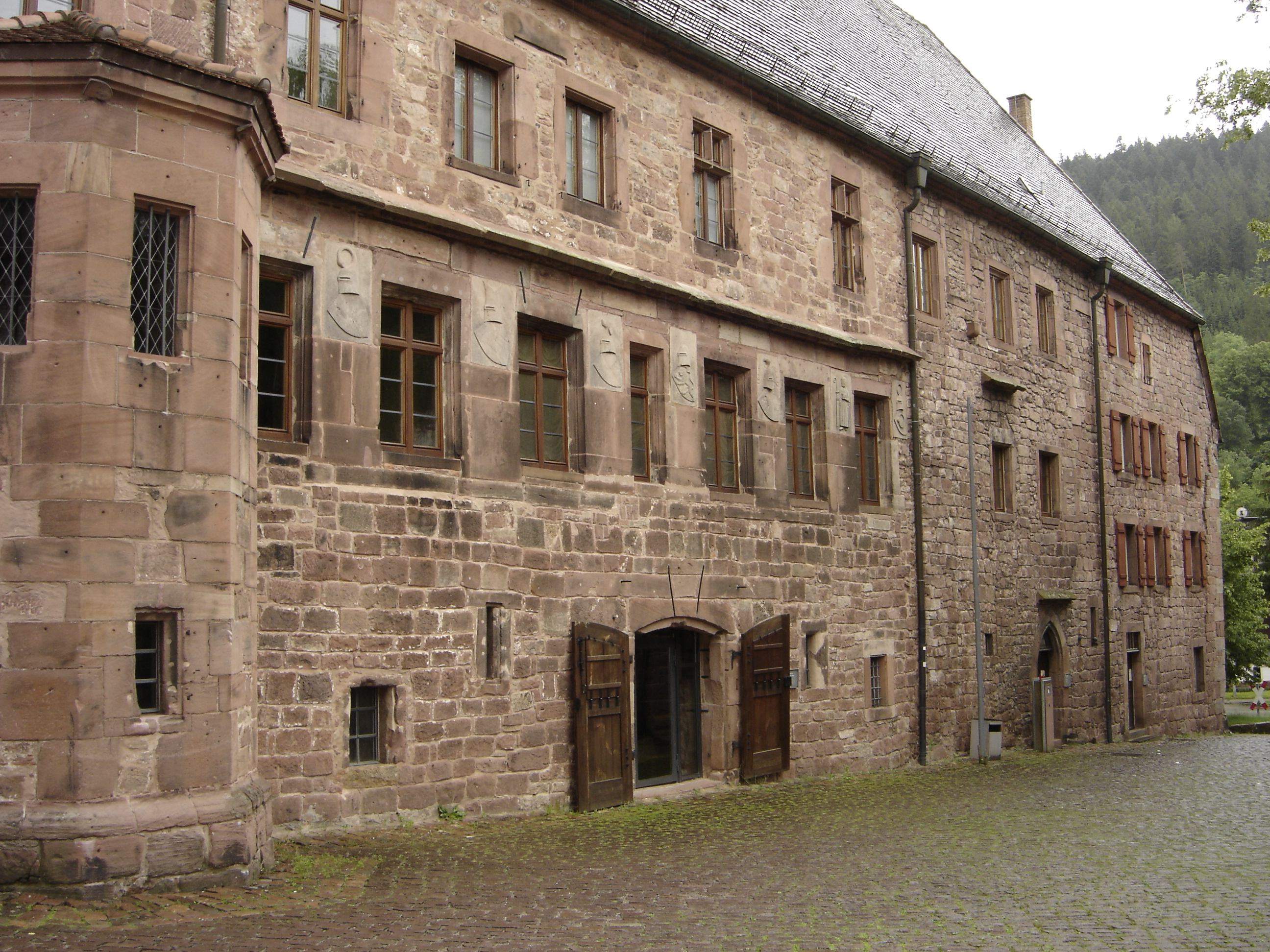
Klostergebäude

An die in Ost-West-Richtung ausgerichtete Kirche schließt sich südlich der Klosterbau an. Im Osten befindet sich der Kapitelsaal aus dem 12. Jahrhundert und der Dormentbau mit den Schlafräumen im Obergeschoss sowie den Arbeits- und Aufenthaltsräumen der Mönche. Im Süden schließen sich Kalefaktorium sowie das Refektorium mit Küche an. Im Westen befinden sich die Abtswohnung, der Festsaal und der Vorratsbereich mit Vorratskellern sowie der Zugang zur Außenwelt über die Pforte. Die Westfassade wurde im 14. Jahrhundert mit einer repräsentativen Wappenreihe ausgestattet.
In der zweiten Hälfte des 15. Jahrhunderts fanden unter Abt Hieronymus Hulzing umfangreiche Umbauten an der Klausur statt. Der Dormentbereich wurde in Einzelelemente aufgeteilt. Der Kreuzgang wurde aufgestockt, so dass auch in dessen Obergeschoss Zellen untergebracht werden konnten. Im Südbau wurde in der gleichen Zeit ein neues Refektoriums geschaffen. Aus dieser Zeit stammen auch Rundscheiben mit den Wappen Hulzing, Württemberg, Schauenburg und Reckenbach (heute Stuttgart, Landesmuseum Württemberg, Inv. Nr. 682–685).

## Weitere mittelalterliche Ausstattung

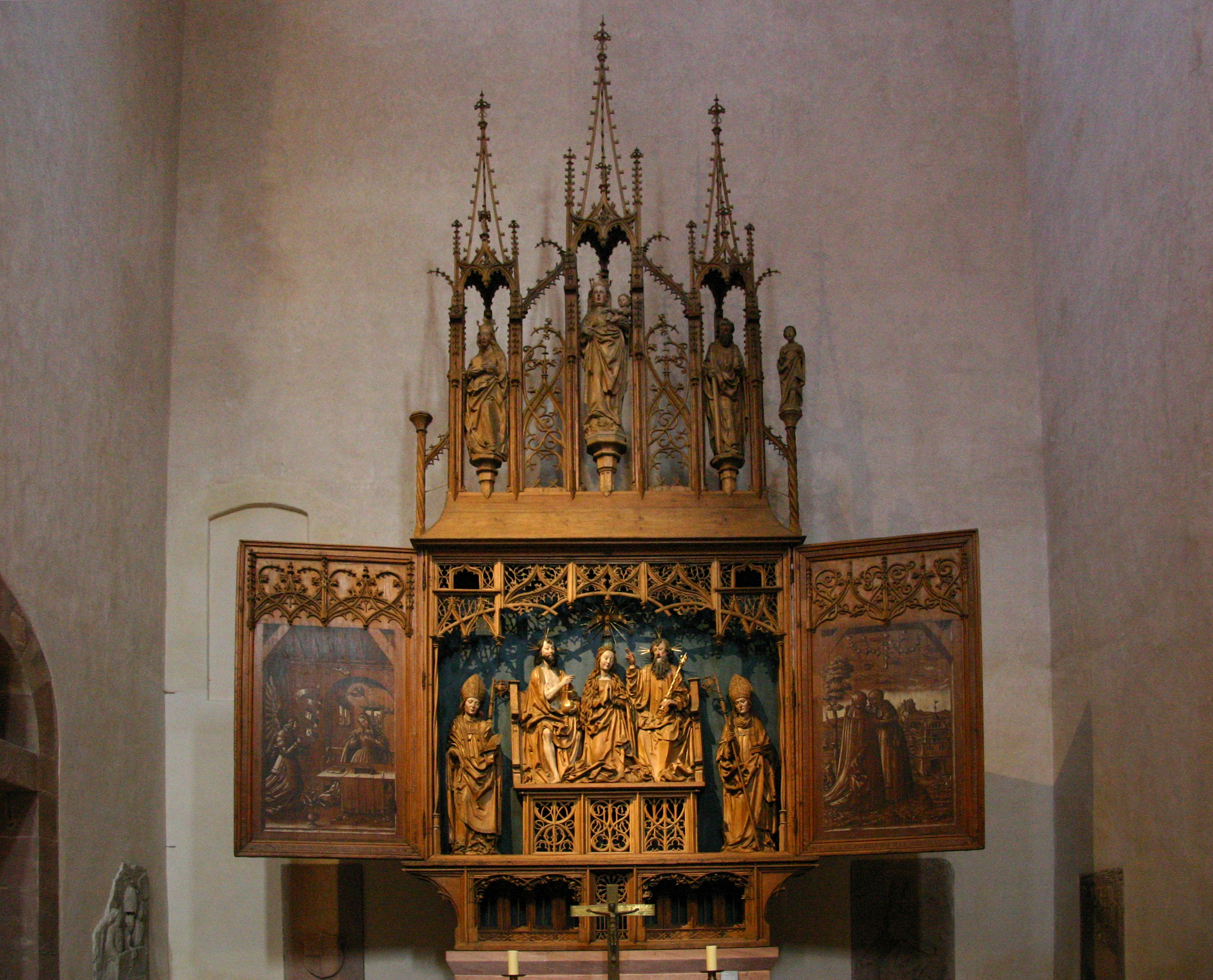
Marienretabel

### Marienretabel
Aus dem Mittelalter hat sich lediglich ein einziges Altarausstattungsstück erhalten: das Marienretabel. Gefertigt wurde das Flügelretabel um 1520/25 in der Werkstatt des Ulmer Meisters Nikolaus Weckmann. Im Schwäbischen sind Retabel üblich, deren Flügel bemalt sind und die im Schrein Schnitzfiguren bergen; eine Zusammenarbeit von Weckmann mit Malern in Ulm ist im Werkprozess anzunehmen. Im skulptural gearbeiteten Mittelschrein sind zentral die Marienkrönung durch Gottvater und den auferstandenen Christus sichtbar. Flankiert wird das Podest von zwei Bischofsheiligen. Alle fünf Skulpturen im Schrein sind nahezu vollständig ohne Farbfassung. Auf den gemalten Flügelaußenseiten sind die Geißelung und Dornenkrönung Christi dargestellt. Die Innenflügel zeigen zwei Szenen aus dem Marienleben: die Verkündigung und die Heimsuchung. Die Gemäldetafeln wurden in einer Mischtechnik angefertigt, indem eine Kohlezeichnung mit brauner Farbe ausgemalt und danach mit Weißhöhungen akzentuiert wurde.
Das Retabel steht heute im nördlichen Querschiff der Klosterkirche.

### Chorgestühl
Im Kalefaktorium sind heute die erhaltenen Teile des spätgotischen Chorgestühls (1493) aus der Zeit des Abts Hieronymus Hulzing aufgestellt.

### Taufstein
Der Taufstein aus der Zeit um 1100, heute in der Stadtkirche Freudenstadt, stammt mit hoher Wahrscheinlich aus Alpirsbach. Er ist stilistisch mit dem Tympanon in St. Agatha in Bietenhausen verwandt.

### Lesepult
Auch das romanische  Lesepult in der Stadtkirche Freudenstadt könnte ursprünglich aus Kloster Alpirsbach stammen. Alternativ wurde Kloster Hirsau als Herkunftsort vorgeschlagen.

## Orgeln der Klosterkirche

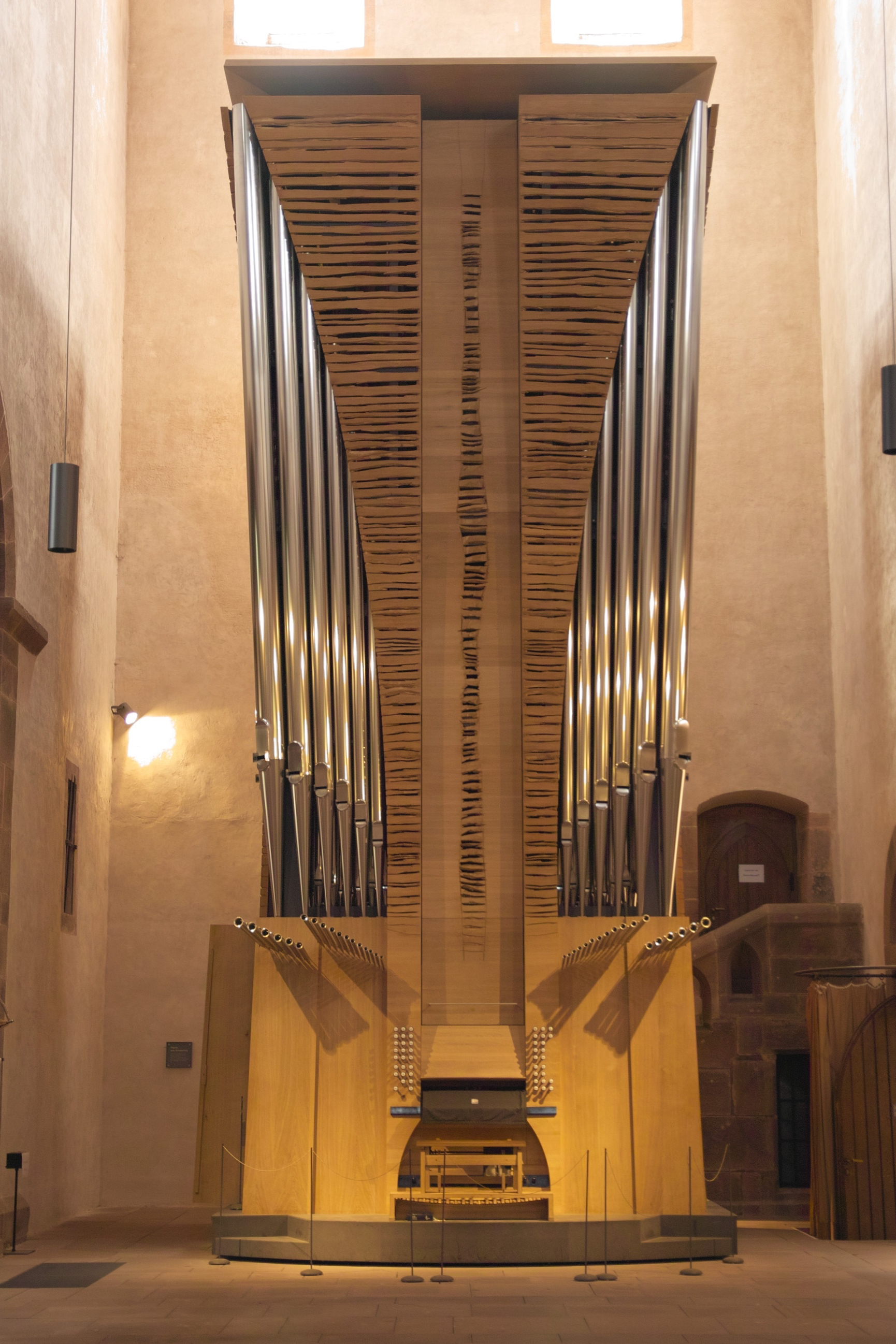
Orgel der Klosterkirche Alpirsbach

Die Orgel der Klosterkirche wurde 2008 von der Orgelbaufirma Claudius Winterhalter erbaut. Das Instrument hat 31 Register auf drei Manualen und Pedal. Das zweite Manual (Solowerk) wird über Wechselschleifen aus dem Hauptwerk generiert. Auffallend ist die Alpflöte im Hauptwerk als Horizontalregister. Das Pedal hat vier extendierte Register.
Bemerkenswert ist insbesondere, dass das Instrument auf einem Luftkissen erschütterungsfrei und ohne Überlastung des Bodens im Kirchenraum bewegt werden kann. Die Luftkissen-Lösung wurde gewisserweise erzwungen: Für die ortsfeste Aufstellung einer Orgel mit ausreichendem Klangvolumen und entsprechender Größe ist in dieser Kirche aus denkmalschützerischen und architektonischen Gründen (Freihaltung von Sichtachsen, ohne dass die Orgel zu dominant im Raum steht) gar kein geeigneter Platz vorhanden. Ebenso fehlt in der Alpirsbacher Kirche eine klassische Orgelempore im Hauptschiff. Wegen der historischen, relativ weichen Sandsteinplatten, aus denen der Kirchenboden besteht, ist das Verfahren einer über 15 t schweren Orgel auf Rädern zudem kritisch. Da die Orgel auf dem Luftkissen dorthin, wo sie gebraucht wird, geschoben werden kann, genügen 31 echte Register, wo sonst bei ortsfester Aufstellung 40 bis 50 Register für eine ausreichende Beschallung aller Bereiche des Raums nötig gewesen wären.
Das Werk ersetzt eine Walcker-Orgel mit 38 Registern aus dem Jahr 1964, die mit einer achtregistrigen Chororgel koppelbar war. 
| I Hauptwerk C–a3 |                 |        |
| 1.               | Flaut major     | 16′    |
| 2.               | Principal       | 8′     |
| 3.               | Alpflöte        | 8′     |
| 4.               | Viola           | 8′     |
| 5.               | Rohrflöte       | 8′     |
| 6.               | Octave          | 4′     |
| 7.               | Fugara          | 4′     |
| 8.               | Flöte           | 4′     |
| 9.               | Nasard          | 2 ⁄3′  |
| 10.              | Superoctave     | 2′     |
| 11.              | Waldflöte       | 2′     |
| 12.              | Terz            | 1 3⁄5′ |
| 13.              | Mixtur major V  | 2′     |
| 14.              | Mixtur minor IV | 1′     |
| 15.              | Trompete        | 8′     |
|                  | Tremulant       |        |

| II Solowerk C–a3 |                 |        |
| 4.               | Viola           | 8′     |
| 5.               | Rohrflöte       | 8′     |
| 7.               | Fugara          | 4′     |
| 8.               | Flöte           | 4′     |
| 9.               | Nasard          | 2 ⁄3′  |
| 10.              | Superoctave     | 2′     |
| 11.              | Waldflöte       | 2′     |
| 12.              | Terz            | 1 3⁄5′ |
| 14.              | Mixtur minor IV | 1′     |
|                  | Tremulant       |        |

| III Schwellwerk C–a3 |                 |       |
| 16.                  | Quintaton       | 16′   |
| 17.                  | Geigenprincipal | 8′    |
| 18.                  | Doppelgedeckt   | 8′    |
| 19.                  | Viola da Gamba  | 8′    |
| 20.                  | Vox coelestis   | 8′    |
| 21.                  | Principal       | 4′    |
| 22.                  | Traversflöte    | 4′    |
| 23.                  | Flageolet       | 2′    |
| 24.                  | Cornett III     | 2 ⁄3′ |
| 25.                  | Trompete        | 8′    |
| 26.                  | Oboe            | 8′    |
| 27.                  | Clairon         | 4′    |

| Pedal C–f1 |                          |     |
| 28.        | Untersatz (ext. Nr. 29)  | 32′ |
| 29.        | Subbass                  | 16′ |
| 30.        | Contrabass               | 16′ |
| 31.        | Violonbass (ext. Nr. 30) | 8′  |
| 32.        | Octavbass                | 8′  |
| 33.        | Bassoctave (ext. Nr. 32) | 4′  |
| 34.        | Posaune                  | 16′ |
| 35.        | Trompete (ext. Nr. 34)   | 8′  |

- Koppeln: II/I, III/I, III/II, I/P, II/P, III/P, II 16′/II, II 4′/P

Im Kapitelsaal befindet sich ein Positiv der Firma Steinmeyer aus Oettingen mit fünf klingenden Registern.

## Galerie

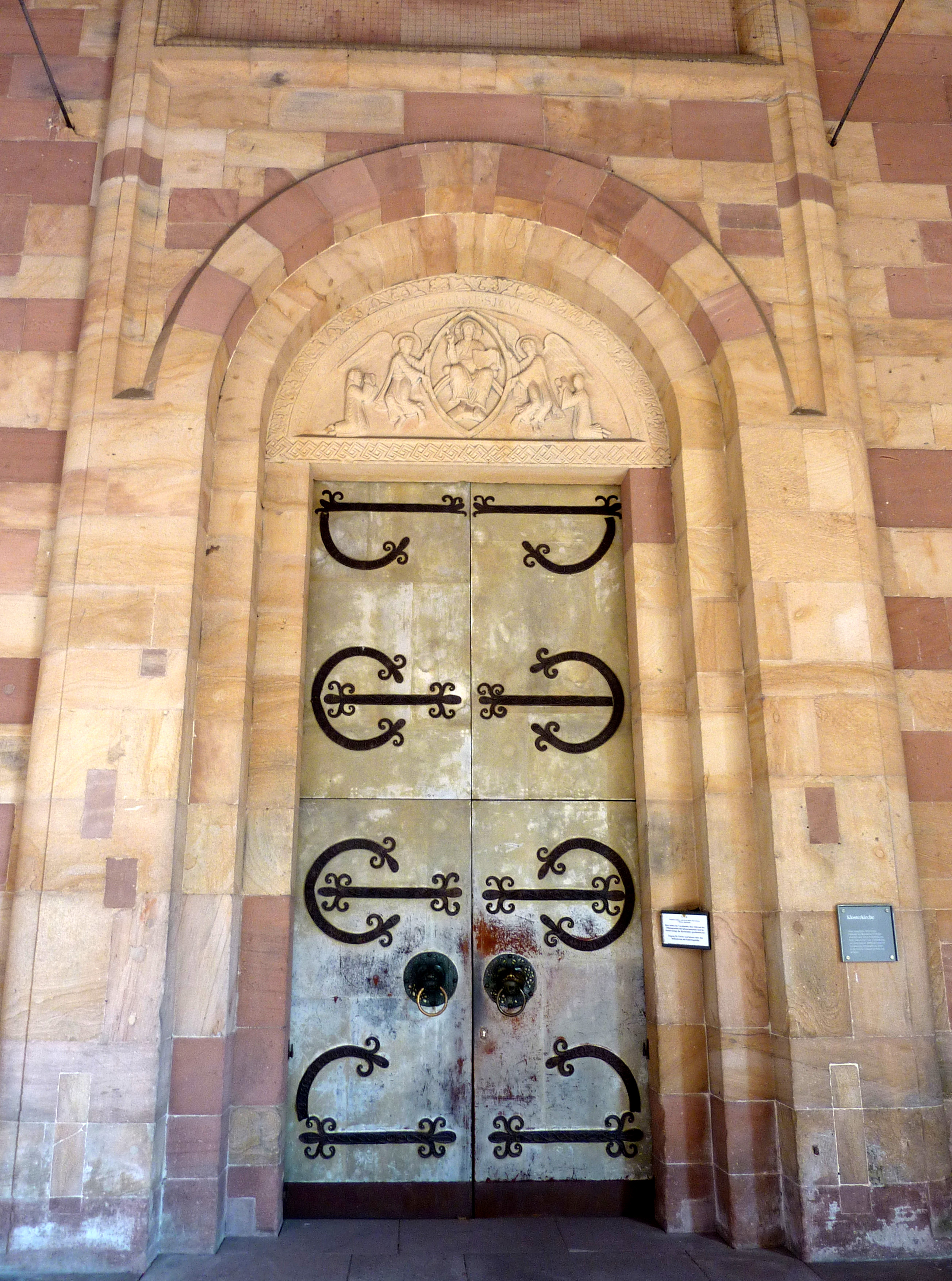
Westportal der Klosterkirche
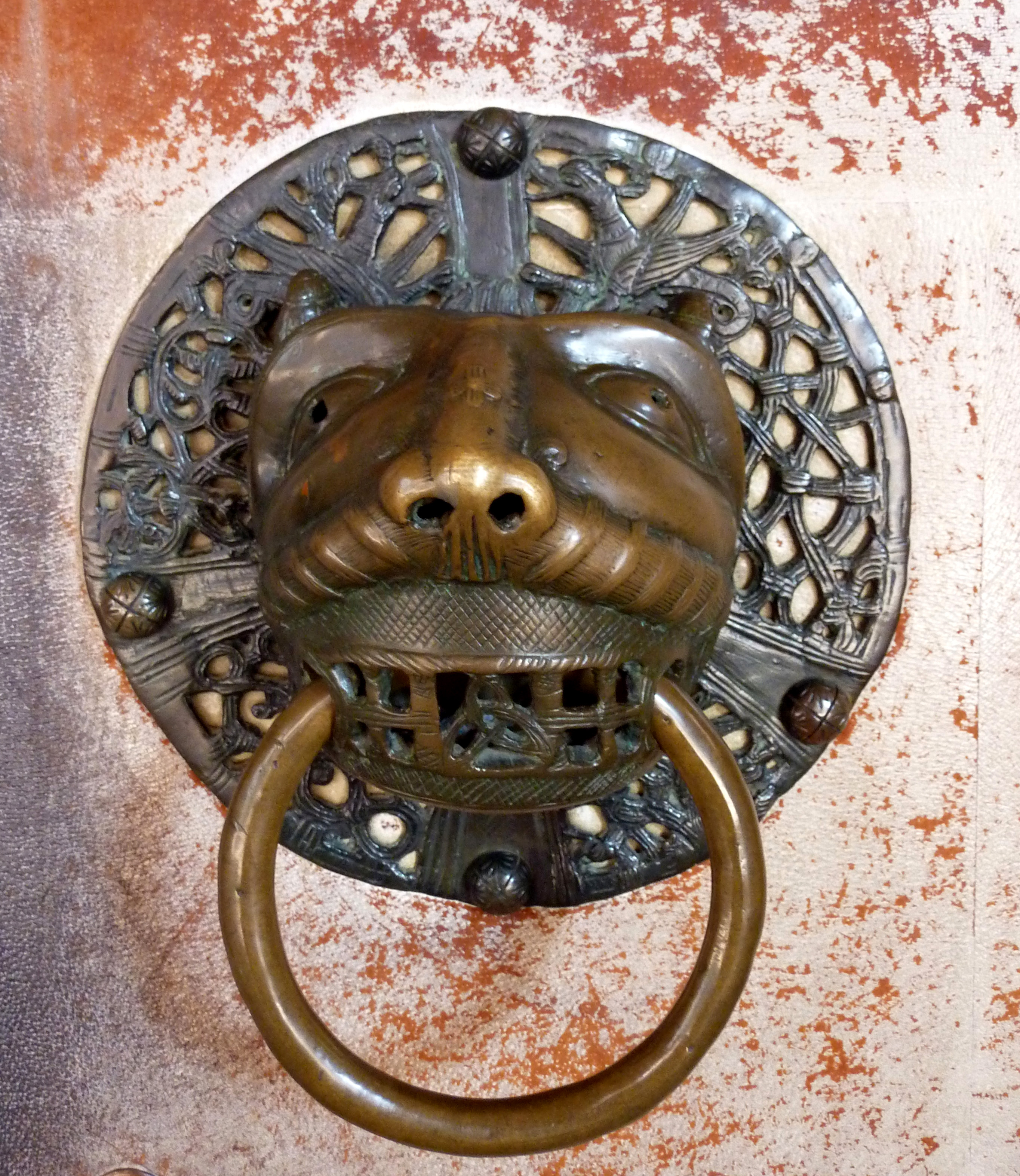
Türöffner des Westportals
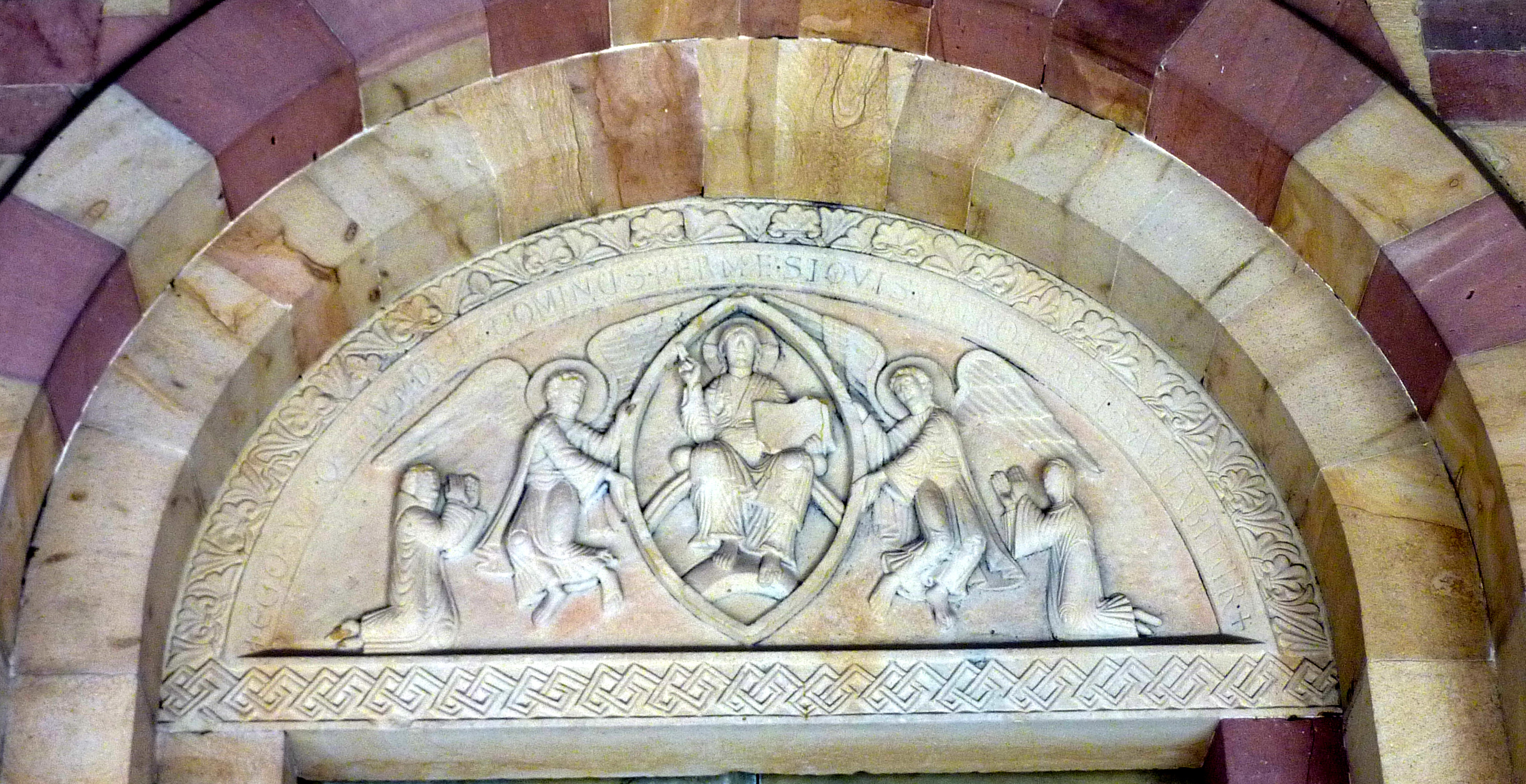
Tympanon über dem Westportal – Christus als Weltheiland, in Mandorla auf einem Regenbogen thronend. Ursprünglich farbig bemalt
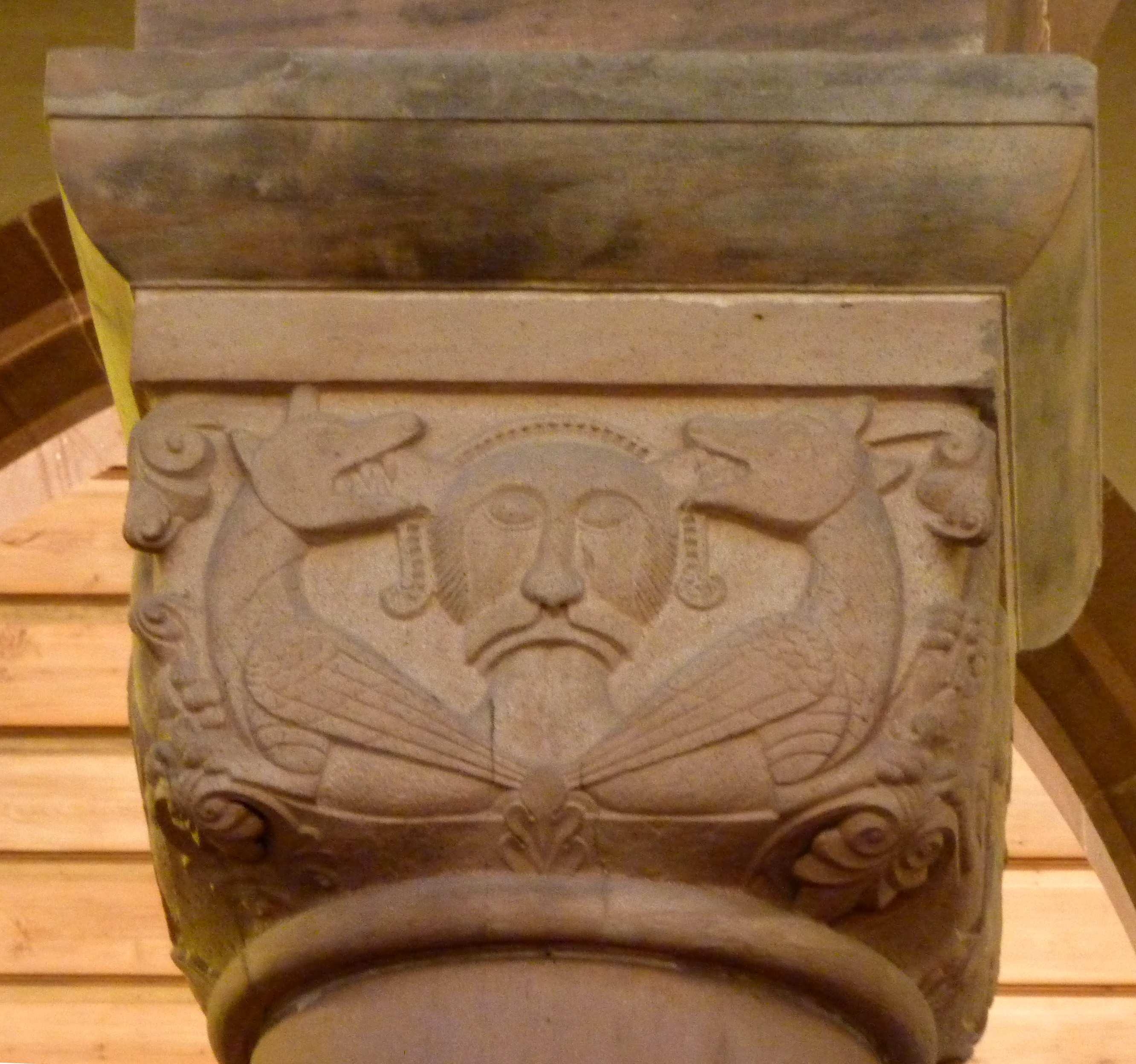
Kapitell der vordersten Säule auf der Südseite
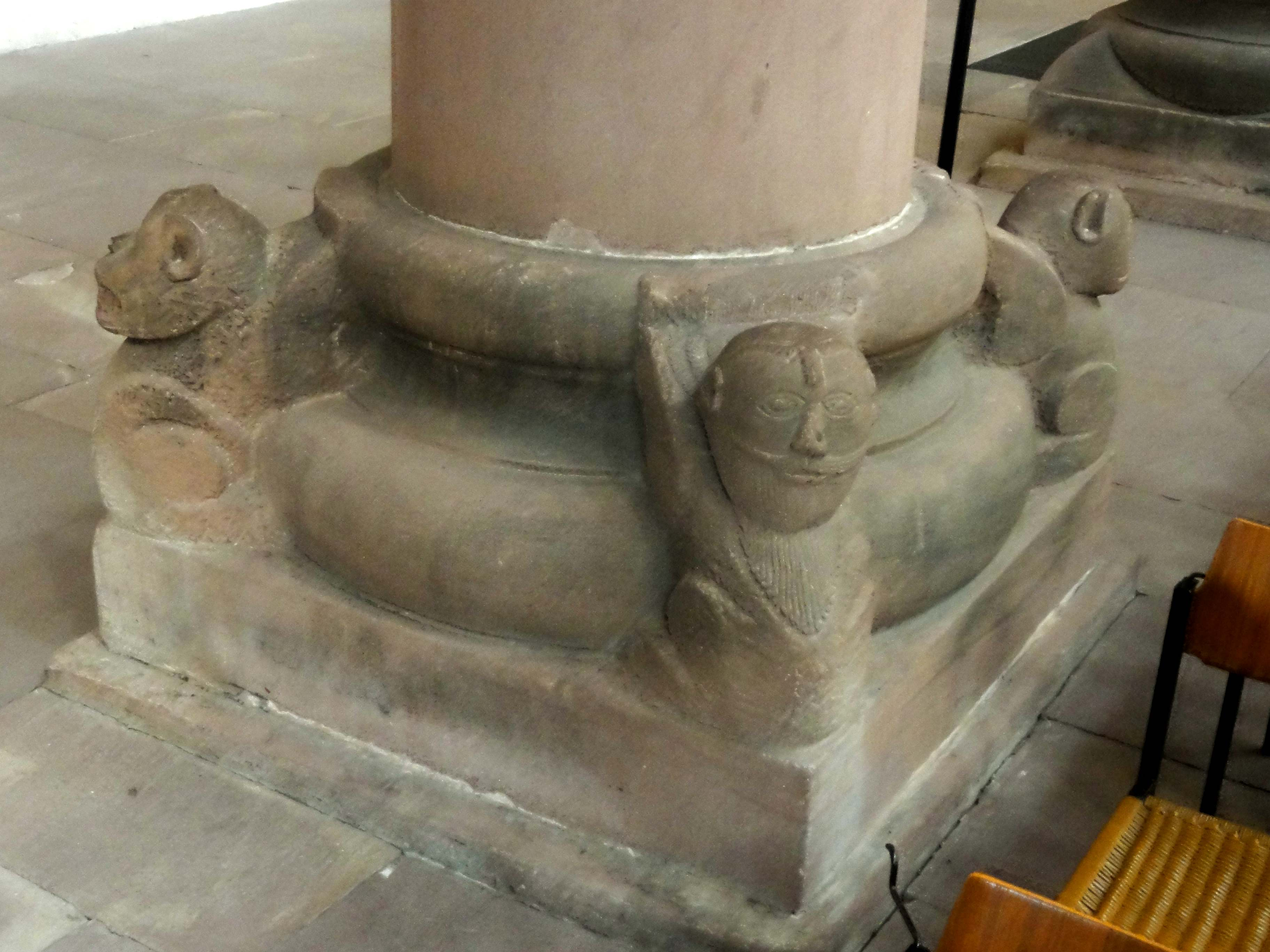
Klosterkirche, südliches Seitenschiff, letzte erhaltene romanische Säulenbasis
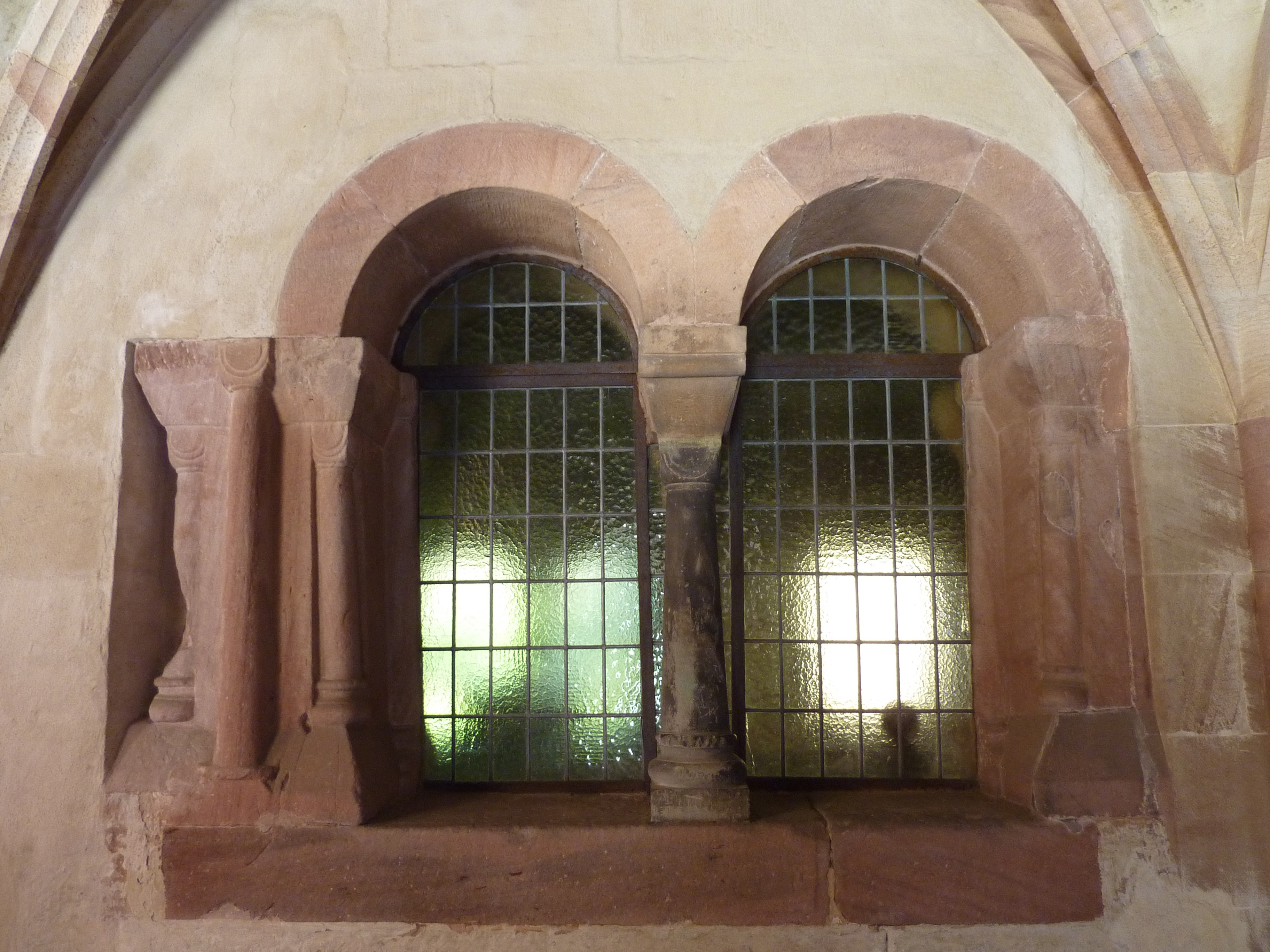
Romanisches Biforium Ostflügel des gotischen Kreuzgangs
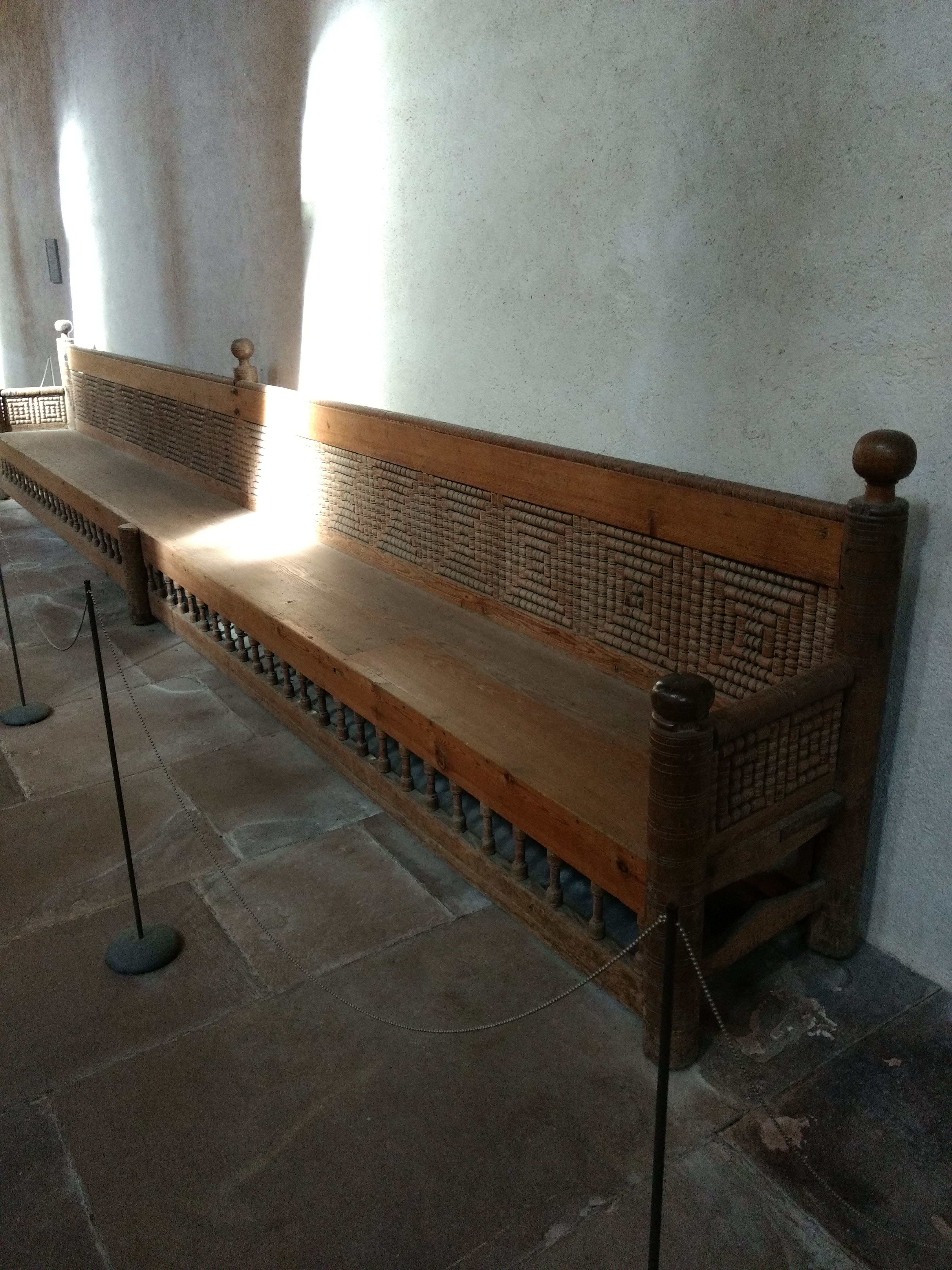
Romanische Kirchenbank
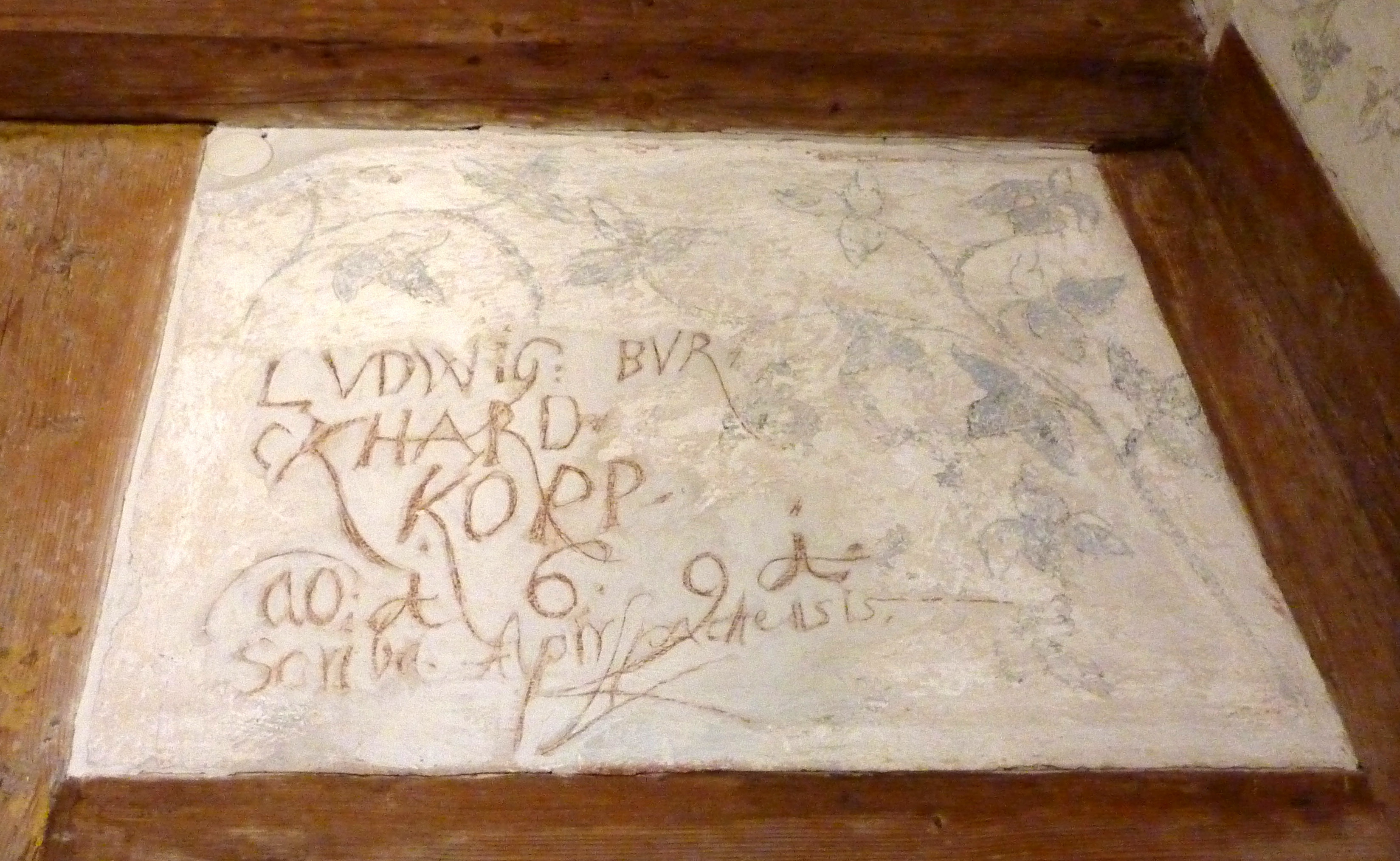
Schülergraffiti im Dormitorium aus dem 17. Jahrhundert
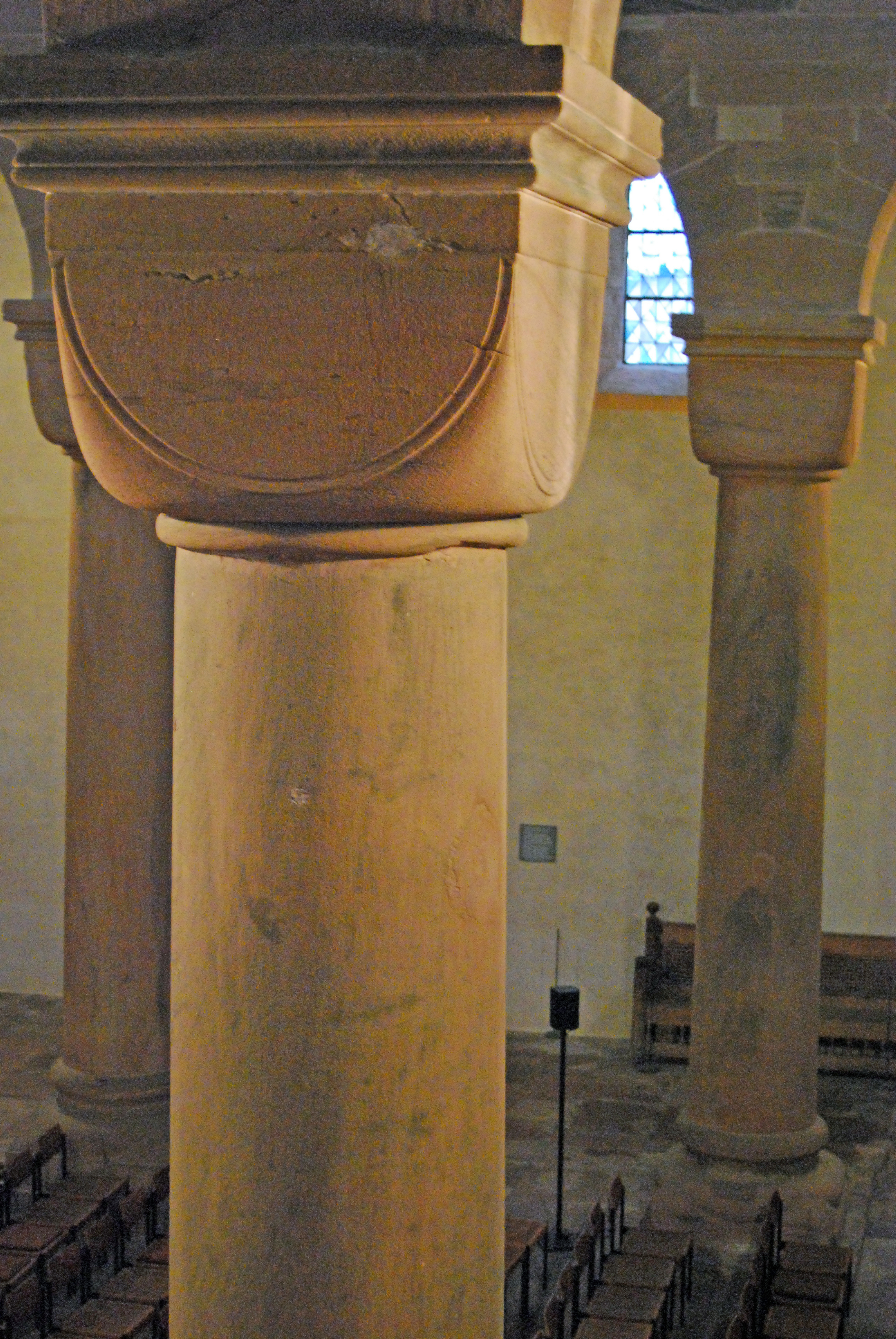
Kapitell mit Hirsauer Nase

## Liste der Äbte von Alpirsbach

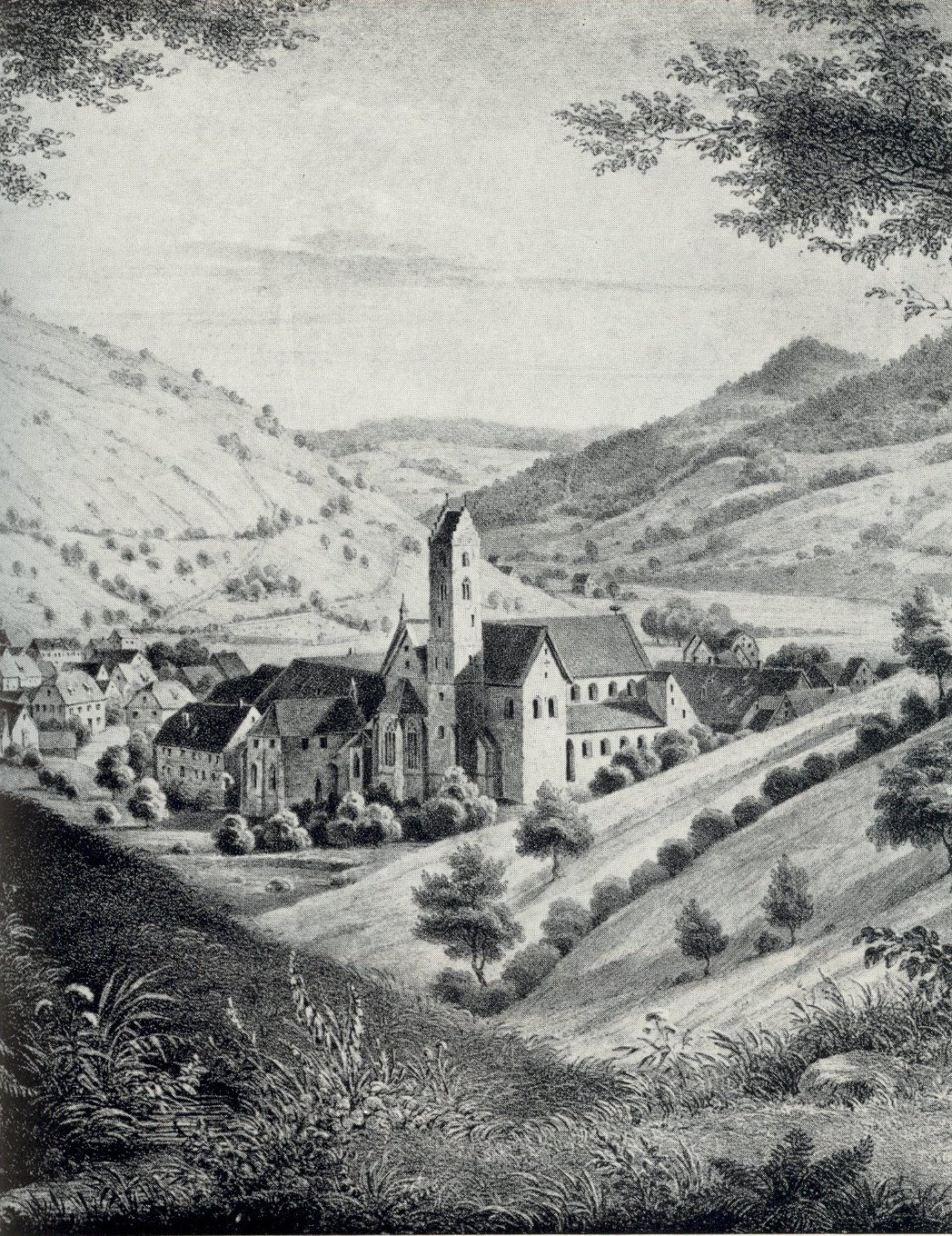
Das Kloster auf einem Gemälde von 1839

Innenansichten aus Kloster Alpirsbach um 1884

1. Cuno, wohl aus St. Blasien (1095–1114)
2. Konrad, 1117 bis 1127
3. Berthold I., ab 1127
  1. Ebirhardus, († 1173)
  2. Konradus, († 1178)
4. Trageboto, († 1186)
5. Burkart I., 1186 bis 1222
6. Dietrich, 1231
7. Berthold II., 1251
8. Berthold III., 1251 bis 1266
9. Burkart II., 1266 bis 1271
10. Volmar, wohl aus dem Adelsgeschlecht von Brandeck, († vor dem 1. Februar 1271)
11. Johann I. (1297 bis 1299)
12. Albrecht I, (1299)
13. Walter Schenk von Schenkenberg, (1303–1336, † 12. August 1337)
14. Brun Schenk von Schenkenberg (1337–1377; † vor 1380) in seiner Amtszeit unterwarf sich 1341 das Kloster Kniebis, die freie Wahl eines Priors wurde aber weiterhin zugestanden.
15. Johann II., von Sulz (1380, 1381)
16. Konrad III., von Gomaringen, (1383, † 1396)
17. Bruno II. (1393 bis 1396), (gem. der Abtsliste von Martin Gerbert)
18. Conrad IV., (1396 bis 1397), (gem. der Abtsliste von Martin Gerbert)
19. Heinrich Hauk (1397–1414, † St. Lukas, 1414)
20. Hugo von Leinstetten (1415, † 1432), nahm teil am Konstanzer Konzil
21. Peter Hauck, (1432 bis 1446)
22. Konrad Schenk von Schenkenberg, (1447, resigniert 1450)
23. Volmar II., Spät, wohl aus dem Adelsgeschlecht von Brandeck, (1450 bis 1455),
24. Andreas von Neuneck (1455, 1456) er erhielt die Bischofswürde (Mitra und Stab) und schrieb eine Chronik, die jedoch, im Besitz seiner Nachkommen, bei dem Brand 1750 in Besenfeld verlorenging.
25. Erasmus Marschalk von Pappenheim-Biberach (1470–1471)
26. Georg Schwarz (1471–  † 14. April 1479), Mönch aus Kloster Wiblingen
27. Hieronymus Hulzing (1479– † 17. Mai 1495)
28. Gerhard Münzer von Sinkingen, aus Rottweil, (1495– † 7. Februar 1505)
29. Alexius Karrenfurer (1505– † 23. Januar 1523),[19] unter ihm trat Ambrosius Blarer in das Kloster ein.
30. Ulrich Hamma (1523–1535, † vor dem 25. Januar 1547), er war Konventuale des Klosters und wurde durch Fremdwahl, aber mit Zustimmung des Konvents bestimmt. Er musste das Kloster durch die Wirren des Bauernkriegs führen.
31. Jakob Hochreutner (1547– resigniert 19. Juni 1559), 1562 Gefangenschaft in Maulbronn und Hohenurach, dann wieder nach Maulbronn. Danach Flucht nach Speyer, Basel, Einsiedeln und Rheinau, zuletzt (1563) nach St. Gallen zu seinem Bruder.

### Evangelische Äbte von Alpirsbach
Wie in den anderen Württembergischen Klöstern, wurden auch in Alpirsbach die Prälaten unmittelbar durch die Herzogliche Regierung bestellt. Der Herzog hatte dazu die Große Kirchenordnung erlassen.
1. Balthasar Elenheintz (1563–1577), in seiner Amtszeit erbaute Herzog Christoph das Rathaus Alpirsbach.
2. Johannes Stecher (1577–1580)
3. Matthaeus Vogel (1580–1591)
4. Johann Konrad Piscarius (1592–1601)
5. Johannes Esthofer (1601–1606)
6. Daniel Schroetlin (1606–1608)
7. Kaspar Lutz (1608–1609)
8. Andreas Voehringer (Veringer) (1609)
9. Alexander Wolfhart (1610–1624)
10. Georg Hingher (1624–1626)
11. Elias Zeitter (1627–1634)
12. 33. Caspar Krauss aus Pforzheim (1630–1638), katholisch, aufgrund des Restitutionsedikts
13. 34. und letzter Katholischer Abt, Alphons Kleinhans von Muregg (1638–1648), aufgrund des Restitutionsedikts.
14. Johannes Cappel (1651–1662)
15. Elias Springer (1662–1663)
16. Johannes Baur (1663–1670)
17. Joseph Cappel (1671–1675)
18. Johannes Zeller (1675–1689)
19. Johannes Crafft (1689–1695)
20. Georg Heinrich Häberlin (1695–1699)
21. Georg Heinrich Keller (1699–1702)
22. Ernst Konrad Reinhardt (1702–1729)
23. Herbert Christian Knebel (1730–1749)
24. Johann Albrecht Bengel (1749–1752)
25. Gottlieb Friedrich Roesler (1752–1766)
26. Johann Gottlieb Faber (1767–1772)
27. Johann Christian Storr (1772–1773)
28. Johann Christoph Schmidlin (1773–1788)
29. Wilhelm Christoph Fleischmann (1788–1797)
30. Johannes Friedrich (1797)
31. Ernst Bernhard (1797–1798)
32. August Friedrich Boek (1798–1804)
33. David Bernhard Sartorius (1804–1806)

## Heutige Nutzung
Das Kloster Alpirsbach ist für Besichtigungen geöffnet. Es zählt zu den landeseigenen Monumenten und wird von der Einrichtung „Staatliche Schlösser und Gärten Baden-Württemberg“ betreut. Die Klosterkirche steht der evangelischen Kirchengemeinde für ihre Gottesdienste zur Verfügung, die katholische Pfarrgemeinde nutzt einen Saal an der Südseite als Kapelle.

### Allgemeines und Geschichtliches
- Carl Borromäus Alois Fickler: Beiträge zur Geschichte der ehemaligen Benedictiner-Abtei Alpirsbach. Mannheim 1866.
- Karl Jordan Glatz: Geschichte des Klosters Alpirsbach auf dem Schwarzwalde nach Urkunden bearbeitet. Trübner, Straßburg 1877, Digitalisat ÖNB Wien.
- Alfred Klemm: Abtsdenkmäler, Abtswappen, Abtsbauten in Kloster Alpirsbach. In: Besondere Beilage des Staats-Anzeigers für Württemberg. Band 9, 1889, S. 129–142.
- Adolf Mettler: Kloster Alpirsbach. Filser, Augsburg 1927 online.
- Manfred Eimer: Die Schwarzwaldklöster Reichenbach, Alpirsbach, Allerheiligen. Schnitzler, Freudenstadt 1931.
- Georg Albrecht: Alpirsbach. Chronik und Schilderung des ehrwürdigen Klosters und Münsters. Cantz, Stuttgart 1949.
- Säkulares Kirchenfest in Alpirsbach. In: Benediktinische Monatschrift, XXV. Jg. (1949), S. 469–470.
- Wolfbernhard Hoffmann: Die ehemalige Benediktinerabtei Alpirsbach, Kreis Freudenstadt / württ. Schwarzwald. 2. Auflage. Schnell & Steiner, München/Zürich 1963.
- Kurt Wedler: Kloster Alpirsbach. In: Heimatkundliche Blätter für den Kreis Balingen. Band 11, 1964, S. 506 f., 515 f., 519 f.
- Richard Schmidt: Kloster Alpirsbach. Langewiesche, Königsstein im Taunus 1965.
- Hans Harter: „Rotmannus de Husin“. Mitstifter des Klosters Alpirsbach. In: Alemannisches Jahrbuch. 1968/1969, S. 1–17.
- Klaus Schreiner: Alpirsbach. In: Franz Quarthal (Bearb.): Die Benediktinerklöster in Baden-Württemberg (= Germania Benedictina. Band 5). Ottobeuren 1976, S. 117–124.
- Walter Traub: Bekannte und unbekannte Zeugnisse Alpirsbacher Vergangenheit. Alpirsbach 1978.
- Karl-Martin Hummel: Kloster Alpirsbach. 4. Auflage. Alpirsbach 1979.
- Anja Stangl: 900 Jahre Kloster Alpirsbach. In: Denkmalpflege in Baden-Württemberg. Band 24, 1995, S. 3–8, doi:10.11588/nbdpfbw.1995.1.13331.
- Dietrich Lutz: 900 Jahre Kloster Alpirsbach. Bericht über das Kolloquium „Alpirsbach 1095–1995: Zur Geschichte von Kloster und Stadt“ am 19. und 20. Mai 1995. In: Denkmalpflege in Baden-Württemberg. Band 24, 1995, S. 207–218, doi:10.11588/nbdpfbw.1995.4.13972.
- Günter Kolb: Ehem. Benediktinerabtei Alpirsbach. 4. Auflage. Schnell & Steiner, Regensburg 1995.
- Anja Stangl: Mönche und Scholaren. Funde aus 900 Jahren Kloster Alpirsbach (1095–1995). Karlsruhe 1995.
- Landesdenkmalamt Baden-Württemberg (Hrsg.): Alpirsbach (= Forschungen und Berichte der Bau- und Kunstdenkmalpflege in Baden-Württemberg. Band 10). 3 Bände. Stuttgart 2001 (Inhaltsverzeichnis).
- Günter Bachmann: Kloster Alpirsbach. Deutscher Kunstverlag. München/Berlin 1999, ISBN 3-422-03063-8.
- Elena R. Hahn u. a.: Kloster Alpirsbach. Michael Imhof, Petersberg 2017.
- Martin Neher: Schwarzwaldklöster. Neulingen 2021, S. 71–128.
- Ulrich Köpf: Alpirsbach in der monastischen Reformbewegung des 15. Jahrhunderts. In: Ders.: Mönchtum als Lebensform. Gesammelte Aufsätze. Mohr Siebeck, Tübingen 2021, S. 175–187.
- Mathias Kraft: Kloster Alpirsbach im Ringen mit Altwürttemberg. Eine Dornhaner Familie zwischen zwei Herrschaftsansprüchen. Klotz Verlagshaus, Neulingen 2024, ISBN 978-3-949763-67-0.

### Architektur
- Georg Fehleisen: Die Bauten des Klosters Alpirsbach. Teubner, Leipzig 1925.
- Adolf Mettler: Zur Baugeschichte der Klosterkirche und der Klausurräume in Alpirsbach. In: Württembergische Vierteljahrshefte für Landesgeschichte. Band 30, 1921, S. 156–176.
- Manfred Eimer: Zum schwäbischen Kirchenbau im Mittelalter. Die romanische Basilika in Alpirsbach. In: Zeitschrift für Württembergische Landesgeschichte. Band 8, 1944/48, S. 217–271.
- Oscar Heck: Das ehemalige Winterrefektorium im Kloster Alpirsbach (jetzt katholische Stadtpfarrkirche). In: Nachrichtenblatt der Denkmalpflege in Baden-Württemberg. Band 1, 1958, S. 76–78.
- Virgil Ernst Fiala: Die Baugeschichte und die Patrozinien der Klosterkirche von Alpirsbach. In: Alemannisches Jahrbuch. 1964/65, S. 225–239.
- Albrecht Kottmann: Massverhältnisse in Bauten der Hirsauer. Hirsau, Alpirsbach, Comburg. Schnell & Steiner, München/Zürich 1967.
- Hans Harter: Eine Schenkung der Herren von Wolfach an der Kloster Alpirsbach. In: Die Ortenau. Mitteilungen des Historischen Vereins für Mittelbaden. 1969, S. 225–244.
- Dietrich Lutz: Die Untersuchungen an der ehemaligen Leutkirche in Alpirsbach, Kreis Freudenstadt. In: Denkmalpflege in Baden-Württemberg. Band 3, 1974, S. 28–33.
- Franziska Morgner-Fanderl: Das Majestas-Tympanon der Klosterkirche in Alpirsbach. In: Zeitschrift für Württembergische Landesgeschichte. Band 49, 1990, S. 97–122.
- Angela Maria Weyer: Die Klausurgebäude des Klosters Alpirsbach. Dissertation Universität Freiburg im Breisgau, Freiburg 1995.
- Hubertus Adam: Kloster Alpirsbach 1095–1125. In: Ders. (Hrsg.): Höhepunkte der Weltarchitektur. DuMont, Köln 2001, S. 172f.
- Rudolf Brändle: Die Bogenaustragung der spätgotischen figurierten Rippengewölbe des Kreuzganges Kloster Alpirsbach. In: Architectura. Band 2, 2005, S. 138–147.
- Ulrich Knapp: Der Klausurneubau von Kloster Alpirsbach. Eine Baustelle im späten 15. Jahrhundert. In: Claudia Mohn (Red.): Von mittelalterlichem Stuck und moderner Geophysik. Projekte der Bauforschung in Baden-Württemberg. Esslingen 2007, S. 20f.
- Jos Tomlow: Der spätgotische Entwurf eines Kreuzgangs in Alpirsbach. In: Katja Schröck, David Wendland (Hrsg.): Traces of Making. Entwurfsprinzipien von spätgotischen Gewölben. Imhof, Petersberg 2014, S. 70–79.

### Ausstattung
- Ilse Fingerlin: Seltene Textilien aus Kloster Alpirsbach im Nordschwarzwald. In: Waffen- und Kostümkunde. Band 39, 1997, S. 99–122.
- Anneliese Seeliger-Zeiss: Alpirsbacher Abtsgrabmäler und ihr Stellenwert für die Geschichte des mittelalterlichen Grabmals. In: Schwäbische Heimat. Band 49, 1998, S. 423–432.
- Andreas Sturm: Die Kleider von Alpirsbach. Ihre Geschichte und ihre Reproduktion. In: Karfunkel. Zeitschrift für erlebbare Geschichte. Band 48, 2003, S. 115–118.